# Poľany
Poľany és un poble i municipi d'Eslovàquia. Es troba a la regió de Košice, a l'est del país.

## Història
La primera referència escrita de la vila data del 1214.

## Demografia
| Godina             | 1994 | 2004 | 2014   | 2024    |
| ------------------ | ---- | ---- | ------ | ------- |
| Nombre de persones | 460  | 529  | 557    | 479     |
| Diferència         |      | +15% | +5,29% | −14,00% |

| Godina             | 2023 | 2024   |
| ------------------ | ---- | ------ |
| Nombre de persones | 482  | 479    |
| Diferència         |      | −0,62% |